# شخض ذهبي
شخض ذهبي (الاسم العلمي:Justicia aurea) هو نوع من النباتات يتبع جنس الشخض من الفصيلة الأقنتية.